# Steatomys
Steatomys és un gènere de rosegadors de la família dels nesòmids. Viuen a gran part de l'Àfrica subsahariana, amb l'excepció de les selves del centre del continent. Tenen una llargada de cap a gropa de 6,5–14,5 cm i una cua de 3,4–5,9 cm. Es tracta d'animals nocturns que viuen en caus profunds. S'alimenten de matèria vegetal i insectes. Tenen el pelatge dorsal de color marró o sorrenc, sovint amb parts negres, mentre que el pelatge ventral és blanc.